# فيكتور رودريغيز روميرو
بيكتور رودريغيز روميرو (بالإسبانية: Víctor Rodríguez Romero) (نطقًا: ˈbiktoɾ roðˈɾiɣeθ roˈmeɾo) (مواليد 23 يوليو 1989 - برشلونة ، إسبانيا) لاعب كرة قدم إسباني ، يلعب في مراكز خط وسط الهجومي والجناحين الأيمن والأيسر، ويلعب حاليًا لريال سبورتينغ خيخون الإسباني.

## روابط خارجية
- فيكتور رودريغيز روميرو على موقع الدوري الأمريكي (الإنجليزية)
- فيكتور رودريغيز روميرو على موقع قاعدة بيانات كرة القدم.إي يو (الإنجليزية)
- فيكتور رودريغيز روميرو على موقع Soccerbase.com (لاعب) (الإنجليزية)
- فيكتور رودريغيز روميرو على موقع Soccerway.com (الإنجليزية)
- فيكتور رودريغيز روميرو على موقع AS.com (الإسبانية)